# Lioré et Olivier LeO H-242
Dimensions
Le Lioré et Olivier H-242 est un hydravion à coque commercial réalisé en France durant l'Entre-deux-guerres par le constructeur aéronautique Lioré et Olivier.

## Utilisation

### Transport
Le Léo 242 est utilisé par la compagnie aérienne Air France durant l'entre-deux-guerres afin d'effectuer des liaisons aériennes au dessus de la Méditerranée.

### Culture populaire (BD)
Le Léo 242 (dans sa version tête de série, à hublots ronds) figure P61 et 62 dans l'album Le sceptre d'Ottokar des Aventures de Tintin , dessiné par Hergé. Il porte une immatriculation (fictive) SY-AMO indiquant son appartenance à la flotte aérienne de la Syldavie (tout aussi fictive). Les quatre moteurs montés en push-pull sur les ailes et la position haute du stabilo (plan horizontal de la queue) sont caractéristiques, ainsi que son antenne de radiogonio installée sur le toit du poste de pilotage.

### Développement lié
- Lioré et Olivier LeO H-241
- Lioré et Olivier LeO H-246